# Gręzówka (strumień)
Gręzówka – strumień, prawostronny dopływ Starej Regi o długości 5,67 km i powierzchni zlewni 8,66 km².
Strumień płynie w woj. zachodniopomorskim. Jego źródła znajdują się na południowy zachód od wsi Karsibór, w gminie Brzeżno, na Pojezierzu Drawskim, skąd płynie na północny zachód. W lesie na południowy wschód od wsi Rzepczyno zakręca i biegnie na południe w kierunku wsi Łabędzie, gdzie uchodzi do Starej Regi.
Nazwę Gręzówka wprowadzono urzędowo w 1950 roku, zastępując poprzednią niemiecką nazwę strumienia – Zaunebach.